# Alphonso Taft
Pour les articles homonymes, voir Taft.
Alphonso Taft, né le 5 novembre 1810 à Townshend (Vermont) et mort le 21 mai 1891 à San Diego (Californie), est un juriste, homme politique et diplomate américain. Membre du Parti républicain, il est secrétaire à la Guerre des États-Unis en 1876 puis procureur général des États-Unis entre 1876 et 1877 dans l'administration du président Ulysses S. Grant.
Il est également le père du futur président des États-Unis William H. Taft et le  grand-père du sénateur Robert Taft.

## Biographie
Diplômé de l'université Yale en 1833, Alphonso Taft est par la suite professeur au lycée d'Ellington pendant deux ans puis à Yale durant la même période. Il continue en parallèle ses études de droit et est admis au barreau du Connecticut en 1838, avant de s'installer à Cincinnati un an plus tard. Il a également été membre du conseil municipal de la ville pendant trois ans et membre du conseil d'administration de l'université de Cincinnati et Yale. Il reçoit d'ailleurs un  LL.D. de cette dernière en 1867.
Nommé en 1865 à la Superior Court de Cincinnati (un tribunal qui se chargeait des procès civils) à cause d'un poste vacant, il y est réélu à chaque fois jusqu'en 1872, date à laquelle il démissionne. Le 8 mars 1876 il devient secrétaire à la Guerre dans l'administration Grant avant de devenir le 22 mai 1876 procureur général des États-Unis. Après avoir quitté le gouvernement, il retourne pratiquer le droit. En 1882, le président Chester A. Arthur le nomme ambassadeur des États-Unis en Autriche-Hongrie, un poste qu'il occupe jusqu'en 1884, date à laquelle il devint ambassadeur des États-Unis en Russie. Il meurt le 21 mai 1891 à San Diego en Californie.